# Lucas Neill
Lucas Edward Neill (Sídney, 9 de marzo de 1978) es un exfutbolista australiano de origen norirlandés que jugaba de defensa, su último equipo fue el Watford Football Club de Inglaterra.
Neill también fue el capitán de la selección nacional de fútbol de Australia, habiendo representado a su país desde 1996 y participado en la Copas Mundiales de Fútbol de 2006 y 2010, y las Copas Asiáticas de 2007 y 2011.

## Trayectoria
Neill jugó para el Al-Jazira Club hasta finales de la temporada 2011-12, y luego de estar inactivo durante varios meses firmó un contrato a corto plazo con el Sydney FC de su país.

## Clubes
| Club                      | País                   | Año       |
| ------------------------- | ---------------------- | --------- |
| Millwall                  | Inglaterra             | 1995-2001 |
| Blackburn Rovers          | Inglaterra             | 2001-2006 |
| West Ham United           | Inglaterra             | 2007-2009 |
| Everton                   | Inglaterra             | 2009-2010 |
| Galatasaray               | Turquía                | 2010-2011 |
| Al-Jazira Club            | Emiratos Árabes Unidos | 2011-2012 |
| Al Wasl                   | Emiratos Árabes Unidos | 2012      |
| Sydney FC                 | Australia              | 2013      |
| Omiya Ardija              | Japón                  | 2013-2014 |
| Watford                   | Inglaterra             | 2014      |
| Doncaster Rovers (cedido) | Inglaterra             | 2014      |

## Selección nacional
Neill tuvo una larga e ilustre carrera con los Socceroos donde cumplió las funciones de capitán del equipo. Ha representado a su país en dos Copas Mundiales y dos Copas de Asia. Pese a acumular más de 90 partidos internacionales, fue solo en junio de 2013, en su partido número 91, que Neill anotó su primer gol con el equipo en la victoria 4-0 sobre Jordania por las eliminatorias a la Copa Mundial de 2014. En mayo de 2014, un mes antes de la Copa Mundial de 2014 el director técnico de la selección Ange Postecoglou decide dejarlo fuera de la nómina de los jugadores que disputarán el mundial, esto debido al bajo rendimiento mostrado por Neill en su equipo. Esta decisión fue tomada considerando que la selección se enfrentará a 3 grandes en el Grupo B, la Selección de España, Holanda y de Chile.

### Participaciones en Copas del Mundo
| Mundial                        | Sede      | Resultado        | PJ | Goles |
| ------------------------------ | --------- | ---------------- | -- | ----- |
| Copa Mundial de Fútbol de 2006 | Alemania  | Octavos de final | 4  | 0     |
| Copa Mundial de Fútbol de 2010 | Sudáfrica | Primera fase     | 3  | 0     |